# Leon Taylor (Sänger)

Leon Taylor live beim JLTA in der Muffathalle München

Leon Taylor (* 4. Juni 1983 in Frankfurt am Main) ist ein Popsänger. Bekannt wurde er als Viertelfinalist der Castingshow Unser Star für Oslo.

## Leben
Leon Taylor entstammt einer Musikerfamilie. Sein Vater Ken Taylor ist Bassist, seine Mutter Felicia Taylor Gospelsängerin. Mit fünf Jahren begann er Klavier zu spielen. Mit sieben folgten erste Gesangsauftritte im Gospelchor seiner Mutter. Die Schulferien nutzte Taylor, um seinen Vater bei seinen musikalischen Engagements zu begleiten. Taylor trat in den folgenden Jahren mit Künstlern wie Michael Jackson, Sarah Connor und Elton John auf.
Nach dem Abitur schloss er am Frankfurter Konservatorium ein Klavier- und Gesangsstudium ab. Seitdem arbeitet er als professioneller Musiker und Komponist. 2008 war Taylor mit dem Lied Gleichgewicht auf dem Album Vorsicht, Stufe! des Rappers F.R. vertreten. Gleichgewicht wurde auch als Video umgesetzt. Mit seiner Band gewann er den Publikumspreis des John Lennon Talent Awards 2008/2009. Beim Beach Summer Festival Eckernförde waren Taylor und seine Band Vorgruppe für Rod Stewart.
2010 nahm er an der Castingsendung Unser Star für Oslo teil. Anschließend vertrat er mit Oceana das Bundesland Hessen beim Bundesvision Song Contest 2010. Mit 18 Punkten erreichte das Duo den 12. Platz. 2011 unterstützte Leon mit seiner Band Kool Savas live bei den MTV Live Sessions und TV total. 2012 war er mit Kool Savas und der Liga der außergewöhnlichen Mcees auf Tour durch Deutschland, Österreich und Schweiz, wo er mit seiner Band die musikalische Leitung übernahm. In der 2. Hälfte von 2012 spielte er bei Peter Maffays Tabaluga und die Zeichen der Zeit die Rolle des Fuchses und des Hasen. Seitdem ist er auch als Backgroundsänger bei Peter Maffay tätig und kooperierte mit Laas Unltd. auf der Videosingle Tränen Aus Gold für dessen Album Im Herzen Kind.
Seit 2014 arbeitet er als Backgroundsänger für Helene Fischer.

## Diskografie
- 2007: Wir Ziehen Los
- 2008: Gleichgewicht auf Vorsicht, Stufe! (Album) von F. R.
- 2010: Schwarz Rot Gold (Gratis-Download-Single)
- 2010: Far Away (mit Oceana)
- 2011: Tage aus Gold